# Saint-Laurent-du-Verdon
Saint-Laurent-du-Verdon település Franciaországban, Alpes-de-Haute-Provence megyében. Lakosainak száma 89 fő (2022. január 1.). Saint-Laurent-du-Verdon Esparron-de-Verdon, Montagnac-Montpezat, Quinson, Artignosc-sur-Verdon és Régusse községekkel határos.

## Népesség
A település népessége az elmúlt években az alábbi módon változott:
| Lakosok száma | 52   | 59   | 71   | 92   | 88   | 94   | 97   | 99   | 96   | 89   |
|               | 1968 | 1982 | 1990 | 2006 | 2013 | 2015 | 2017 | 2019 | 2020 | 2022 |